# Scooter Forever
Scooter Forever er Scooters  nittende studiealbum, udgivet i 2017 af Sheffield Tunes i Tyskland.

## Spor

### CD1
1. Foreplay
2. In Rave We Trust
3. Bora! Bora! Bora!
4. My Gabber (Med JeBroer)
5. Wall of China (See the Light)
6. Shooting Stars (Move It to the Left)
7. When I'm Raving
8. Scooter Forever
9. As the Years Go By
10. Wild and Wicked
11. The Roof
12. Kiss Goodnight
13. Kill the Cat (Med Dave202)
14. The Darkside
15. Always Look on the Bright Side of Life

### CD2 Udvalgte rave klassikere omarbejdet af scooter
1. Universal Nation - Push
2. Symmetry C - Brainchild
3. Unfuture - Sonic Infusion
4. The First Rebirth - Jones & Stephenson
5. Sacred Cycles - Lazonby
6. Burning Phibes - Infrequent Oscillation
7. Lost in Love - Legend B.
8. The House of House - Cherrymoon Trax
9. Lost in Space - Space Frog
10. Tales of Mystery - DJ Tom & Norman

## Hitlisteplaceringer
| Titel             | Chart-Positioner | Chart-Positioner | Chart-Positioner | Chart-Positioner | Chart-Positioner | Chart-Positioner | Chart-Positioner |
| Titel             | Tyskland         | Ungarn           | Østrig           | Schweiz          | Slovakiet        | Tjekkisk         | Polen            |
| ----------------- | ---------------- | ---------------- | ---------------- | ---------------- | ---------------- | ---------------- | ---------------- |
| "Scooter Forever" | 8                | 4                | 17               | 32               | 40               | 11               | 20               |